# 3670 Northcott
A 3670 Northcott (ideiglenes jelöléssel 1983 BN) a Naprendszer kisbolygóövében található aszteroida. Edward L. G. Bowell fedezte fel 1983. január 22-én.